# Osan
Osan (Hangul: 오산, Hanja: 烏山, Hán Việt: Ô Sơn) là một thành phố trực thuộc tỉnh Gyeonggi, Hàn Quốc. Thành phố có diện tích vào khoảng 42,76 km², dân số ước tính là hơn 120.000 người (theo các số liệu thống kê vào năm 2008). Thành phố cách 35 km về phía nam thủ đô Seoul, có 6 dong (phường). Thành phố có chợ Osan - một trong những khu chợ lớn nhất của Hàn Quốc.

## Các đơn vị hành chính
Thành phố được chia thành 6 dong (phường).